# 西湖大学东站
西湖大学东站是建设中的杭州地铁4号线三期西段的一座车站，位于中华人民共和国浙江省杭州市西湖区三墩镇墩余路与云洪路交叉口，沿墩余路东西向布置。

## 历史
- 2024年5月13日至2027年4月13日，西湖大学东站主体工程范围内的墩余路（数治路至绕城高速西侧）将占用部分道路空间实施封闭施工[2]。